# Řád sv. Jiří (Rusko)
Vojenský řád svatého velkomučedníka a vítěze Jiřího (rusky Военный орден Святого Великомученика и Победоносца Георгия), zkráceně také Řád svatého Jiří (Орден Святого Георгия), byl původně ruský vojenský řád založený Kateřinou II. v roce 1769. Byl udělován důstojníkům a generálům za prokázanou osobní statečnost v boji a zásluhy v boji. V roce 1917 řád zaniknul spolu s monarchii v Rusku. Byl obnoven v roce 1992 jako nejvyšší vojenské vyznamenání Ruské federace.

## Historie
Řád byl založen carevnou Kateřinou II. 26. listopadu 1769. Řádový statut byl vydán hned 27. listopadu stejného roku a stanovoval nejen způsoby odměňování ale také další výhody držitelů řádu. Statut také stanovil, že řád je určen výhradně pro důstojníky a vojáky. V průběhu doby byl statut několikrát upraven. V roce 1833 car Mikuláš I. vydal nový statut, který spojoval všechny doposud provedené úpravy. Nový statut definoval řádový státek na 26. listopadu, upřesňoval způsoby nošení řádu podle jednotlivých tříd, počet tříd nebo řádový oděv. Dále statut stanovil pravidla k vlastnímu udělení řádu (I. a II. třída výhradně za „vojenskou chrabrost“ podle uvážení panovníka, III. a IV. třída na základě rozhodnutí řádového sněmu). Kromě toho také organizoval hodnostní pořadí nositelů řádu ve vztahu k dalším vojenským hodnostem a tabulce hodností. Například nositelé řádu III. a IV. stupně měli u imperátorského dvora a při dalších veřejných událostech postavení rovnající se vojenské hodnosti plukovníka, a to i kdyby měli sami nižší vojenskou hodnost. Statut nakonec také definoval výši penze pro vyznamenané. V roce 1833 se jednalo o 700 rublů ročně u I. třídy, o 400 rublů ročně (v tehdejší měně), u II. třídy, 200 rublů ročně u III. třídy a 100 rublů ročně u IV. třídy.
V roce 1855 byla potvrzena exkluzivnost řádu tím, že měl být udělován jenom za projevy zvláštní statečnosti.
Od roku 1848 bylo stanoveno, že zároveň s obdržením řádu svatého Jiřího jakéhokoliv stupně bude jeho držiteli také uděleno dědičné šlechtictví.
V roce 1807 se vedle řádu uděloval také zvláštní odznak Kříž svatého Jiří, který byl určen pro nižší vojenské hodnosti (poddůstojníky i vojáky). S udělením tohoto vyznamenání se pojily další výhody jako byla například určitá renta. Pravidla pro jeho nošení, způsoby odměňování a další okolnosti byly taktéž upraveny novým statutem vydaným Mikulášem I. v roce 1833.

## Třídy a pravidla nošení
Řád sv. Jiří byl v průběhu historie udělován celkem ve čtyřech třídách.
- I. třída: velkostuha s odznakem a hvězda řádu umístěná nalevo.
- II. třída: odznak zavěšený na krku a hvězda umístěná nalevo.
- III. třída: odznak zavěšený u krku, bez hvězdy.
- IV. třída: odznak zavěšený na prsou.[9]

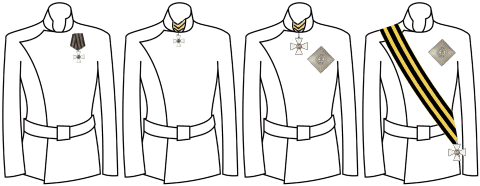
Pravidla nošení Řádu sv. Jiří od IV. třídy k I. třídě.

## Vzhled řádu
Odznak řádu je zlatý tlapatý kříž, který je proveden v bílém smaltu. Uprostřed kříže se nachází kulatý medailon. V jeho středu je vyobrazený sv. Jiří na koni bojující s drakem (tzv. moskevský erb) na červeném pozadí (u II. třídy). Na reversu je odznaku jsou iniciály S.G. v azbuce (Svjatyj Georgij), které jsou provedené ve zlaté barvě.
Hvězda řádu (udělovaná k I. třídě) byla zlatá se čtyřmi cípy. Uprostřed hvězdy je okrouhlý medailon s iniciálami S.G. na zlatém pozadí. Okolo medailonu se vině modrá páska s ruským nápisem За службу и храбрость (Za zásluhu a statečnost) s korunkou. Stuha byla v oranžové barvě se třemi černými pruhy.

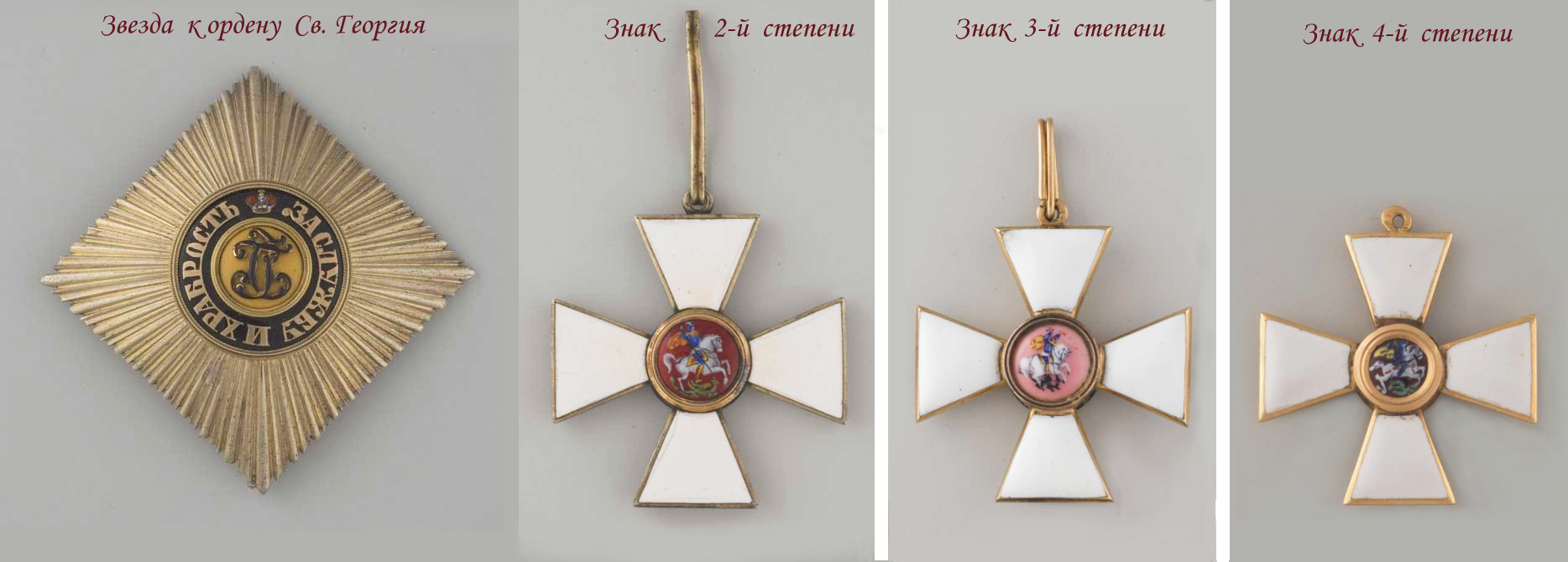
Řád sv. Jiří do roku 1917. Zleva doprava: řádová hvězda, odznak II. třídy, odznak II. třídy a odznak IV. třídy

Kříž sv. Jiří určený pro nižší důstojníky a vojsko byl nesmaltovaný tlapatý kříž ve stříbře. Uprostřed něj byl medailon s vyobrazením sv. Jiří na koni. Na zadní straně bylo uvedeno číslo vyznamenání. Barva stuhy byla stejná.

## Významní nositelé řádu
Za celou dobu svojí existence byl Řád sv. Jiří I. třídy, tedy s velkostuhou a odznakem a hvězdou udělen celkem 25 osobnostem. Jako první ho obdržela sama zakladatelka řádu carevna Kateřina II. Veliká. K nositelům patřil také polní maršál Jan Radecký z Radče, kterému I. třídu řádu udělil car Mikuláš I. v roce 1848 za dobytí Milána. Dále ho obdrželi např. maršál Michail Kutuzov, generalissimus Alexandr Suvorov, maršál Ivan Paskevič, vévoda Wellington nebo generalissimus Karel Schwarzenberg. Naposledy byl Řád sv. Jiří I. třídy udělen v roce 1877.
Nositelem IV. stupně byl císař František Josef I., který řád obdržel v roce 1849 za projevenou osobní statečnost ve válce v Uhrách.

## Galerie

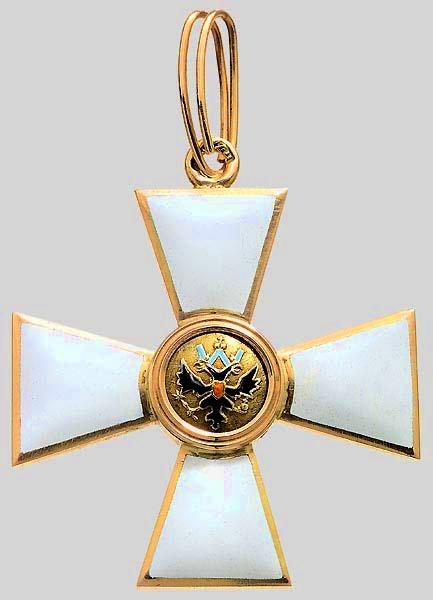
Odznak řádu sv. Jiří pro důstojníky nekřesťanského vyznání. Namísto postavy sv. Jiří byl ve středu carský orel.
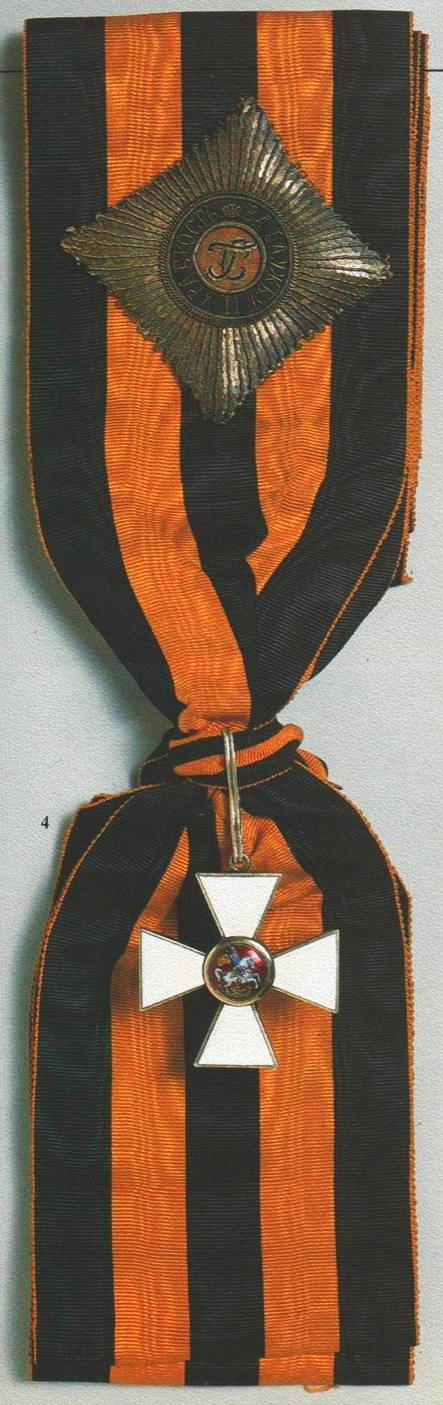
Hvězda řádu sv. Jiří a odznak s velkostuhou
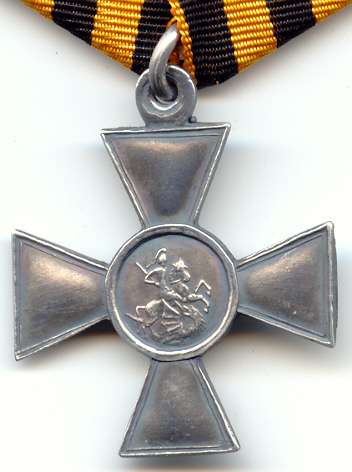
Kříž sv. Jiří III. třídy pro nižší vojenské hodnosti a vojáky
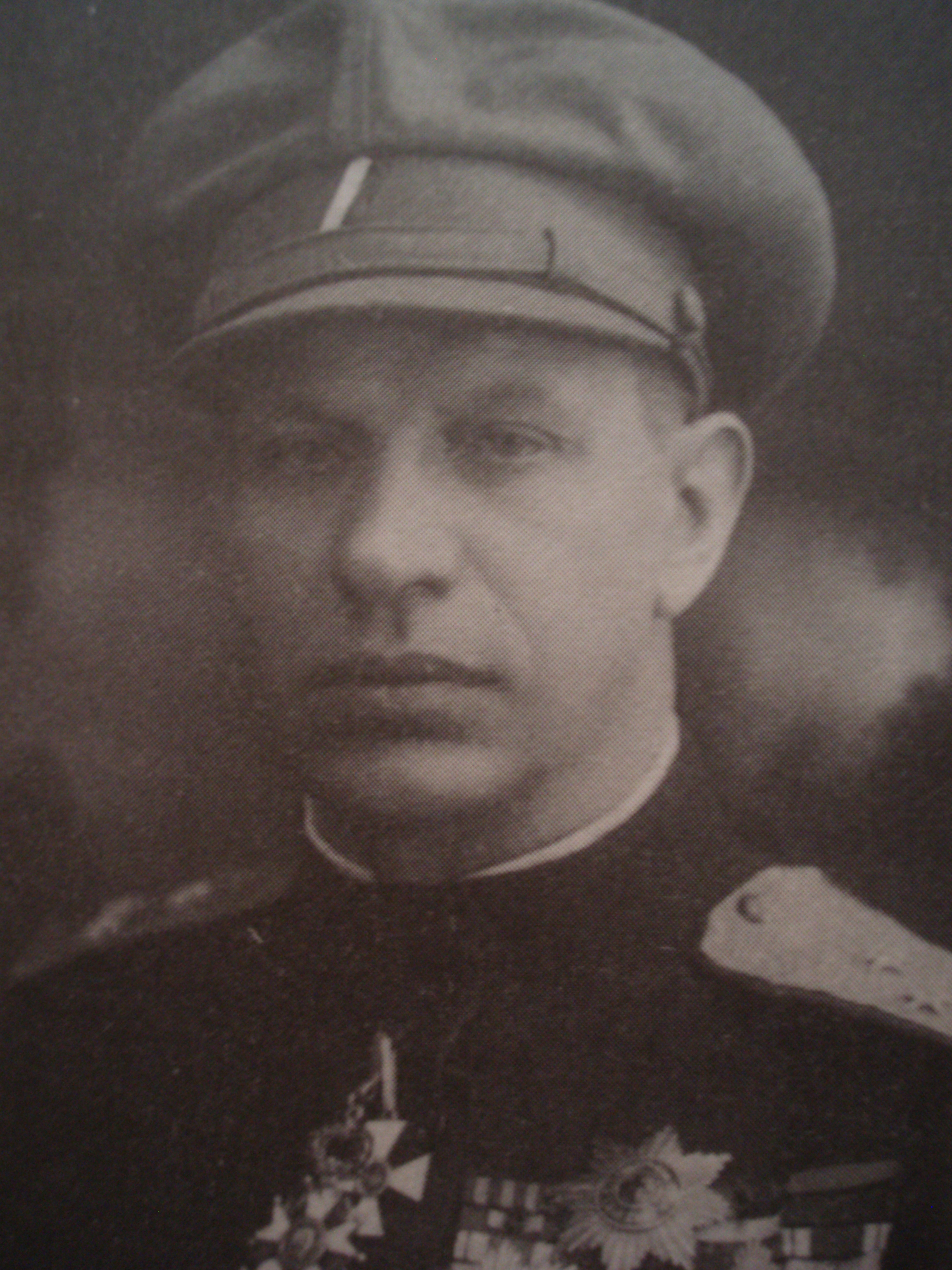
Radola Gajda s odznakem řádu sv. Jiří III. třídy